# Pitsford
Pitsford – wieś w Anglii, w hrabstwie Northamptonshire, w dystrykcie (unitary authority) West Northamptonshire. Leży 8 km na północ od miasta Northampton i 104 km na północny zachód od Londynu. Miejscowość liczy 636 mieszkańców.
Pitsford jest też popularną nazwą szkoły żeńskiej prowadzonej w Pitsford Hall w Northamptonshire przez Zgromadzenie Sióstr Najświętszej Rodziny z Nazaretu (The Holy Family Convent School). Szkoła prowadziła edukację na poziomie podstawowym i średnim zakończoną egzaminem GCE – A level (odpowiednik polskiej matury). Lata działalności 1947 – 1984. Utworzona po II wojnie światowej jako szkoła polska kształcąca dzieci emigrantów w latach siedemdziesiątych i osiemdziesiątych XX w. nabrała charakteru wieloetnicznego. W latach 80. ok. 50% uczennic miało polskie korzenie, resztę stanowiły rodowite Brytyjki. Katechetą w szkole był ks. dr Leopold Dallinger. Nauczycielem i dyrygentem w gimnazjum był Henryk Hosowicz. Do 1984 szkołę ukończyło ok. 1500 uczennic.
W Pitsford zmarli Polacy: ks. Leopold Dallinger, płk dr Tadeusz Felsztyn.